# Jan Tomaschoff
Jan Tomaschoff (geboren am 30. März 1951 in Prag) ist ein Arzt, Karikaturist und Buchautor.

## Leben
Tomaschoff kam 1966 als Jugendlicher nach Deutschland. Er absolvierte ein Studium an der Kunstakademie Düsseldorf. Schon damals interessierten ihn als Künstler vor allem Karikaturen, was an der Akademie jedoch nicht gefördert wurde. Später absolvierte er ein Studium der Medizin und wurde Facharzt für Neurologie, Psychiatrie und Psychotherapie, seit 1985 mit eigener Praxis.
Daneben veröffentlichte er Cartoons unter anderem in Medical Tribune, Welt, Hannoverscher Allgemeine, Nebelspalter, Rheinischer Post, Spiegel, Süddeutscher Zeitung, Eulenspiegel und Coaching Magazin und schrieb mehrere Bücher. Er beteiligte sich an Gruppen- und Einzelausstellungen in Deutschland, Tschechien, Italien, Polen, Japan und der Türkei.
Im Jahr 2005 erhielt Tomaschoff für eine seiner Zeichnungen den vom Bundesverband Deutscher Zeitungsverleger vergebenen Karikaturenpreis der deutschen Zeitungen, 2012 den zweiten Platz beim Deutschen Preis für die politische Karikatur.
Tomaschoff ist Autor bei der Achse des Guten.

## Auszeichnungen
- Karikaturenpreis der deutschen Zeitungen (2005, 1. Platz)
- Deutscher Preis für die politische Karikatur (2012, 2. Platz)